# Ceriagrion chaoi
Ceriagrion chaoi – gatunek ważki z rodziny łątkowatych (Coenagrionidae). Występuje w Azji Południowo-Wschodniej – w Mjanmie, Malezji i Singapurze. Na najnowszej wersji World Odonata List (2023) takson ten został zsynonimizowany z Ceriagrion bellona.